# Anthony Claesz. den yngre
Anthony Claeszoon den yngre, född 1616 i Amsterdam, död före 1652, var en nederländsk konstnär.
Anthony Claez. var troligen lärjunge till Anthony Claesz. den äldre, och utbildades liksom denne under inflytande från Ambrosius Bosschaert, dennes söner och särskilt Balthasar van der Ast. Anthony Claeszoon målade främst blomsterstycken.